# Palau-solità i Plegamans
Palau-solità i Plegamans este o localitate în Spania în comunitatea Catalonia în provincia Barcelona. În 2006 avea o populație de 13.594 locuitori (2007). Este situat in comarca Vallès Occidental.
1. ↑  Nomenclátor Geográfico de Municipios y Entidades de Población (20240402 edition)
2. ↑   http://www.palauplegamans.cat/pl213/actualitat/la-opinio-dels-grups-municipals/id3297/el-nou-ple-municipal-investeix-oriol-lozano-erc-com-a-nou-alcalde-de-palau-solita-i-plegamans.htm Lipsește sau este vid: |title= (ajutor)
3. 1 2   http://www.idescat.cat/pub/?id=aec&n=925&t=2016 Lipsește sau este vid: |title= (ajutor)